# المؤسسات الفيدرالية الانتقالية (الصومال)
المؤسسات الفيدرالية الانتقالية في الصومال هي المؤسسات الحكومية الرئيسية التي تم إنشاؤها في أكتوبر- نوفمبر 2004 في مؤتمر عقد في نيروبي، كينيا. وهي تشمل ما يلي:
- الميثاق الاتحادي الانتقالي [1] [2]
- البرلمان الاتحادي الانتقالي [3]
- الحكومة الاتحادية الانتقالية [4]

انتهت ولاية المؤسسات الانتقالية في آب / أغسطس 2012، عندما تم تشكيل الحكومة الاتحادية الصومالية.